# Rạp El Capitan
Rạp chiếu phim El Capitan (tiếng Anh: El Capitan Theatre) là một lâu đài chiếu phim được phục hồi lại hoàn toàn, nằm ở số 6838 đường Hollywood Boulevard tại Hollywood. Rạp chiếu phim này, cùng với các toà nhà lân cận, nằm dưới quyền sở hữu và điều hành hoạt động của Công ty Walt Disney, và do đó, đây cũng là địa điểm tổ chức rất nhiều buổi công chiếu đầu tiên của các bộ phim do The Walt Disney Studios sản xuất.

## Lịch sử

### Mở cửa năm 1926 và những năm đầu hoạt động
Đầu thập niên 1920, nhà đầu tư bất động sản Charles E. Toberman ("Cha đẻ của Hollywood") đã hình dung ra viễn cảnh về một khu vực tấp nập thịnh vượng, nơi chỉ toàn là các rạp chiếu phim của Hollywood. Cùng với Sid Grauman, ông đã cho mở lần lượt ba rạp chiếu phim gồm Ai Cập (1922), El Capitan ("The Captain") (1926), và Trung Quốc (1927).
El Capitan, được mệnh danh là "Ngôi nhà đầu tiên của nghệ thuật kịch nói Hollywood," là một rạp hát chính thức mở cửa vào ngày 3 tháng 5 năm 1926, và vở diễn đầu tiên tại đây là vở Charlot's Revue với các vai chính do Gertrude Lawrence và Jack Buchanan đảm nhận. Bề ngoài của rạp được thiết kế theo phong cách phong cách Phục hưng thời thực dân Tây Ban Nha do Stiles O. Clements đến từ công ty kiến trúc Morgan, Walls & Clements đảm nhiệm, còn phần nội thất sang trọng, lộng lẫy theo kiểu miền Đông Ấn Độ là của G. Albert Lansburgh.
Trong một thập niên rạp hát này là nơi biểu diễn các vở kịch trực tiếp, với hơn 120 tác phẩm bao gồm cả những huyền thoại như Clark Gable và Joan Fontaine. Đến cuối thập niên 1930, El Capitan bị ảnh hưởng do những tác động của cuộc Đại khủng hoảng mang lại, từ đó số vở kịch được biểu diễn ở đây ngày càng ít dần. Thời kỳ này chứng kiến một chu kỳ thử nghiệm với lĩnh vực giải trí. Trong một nỗ lực nhằm thu hút khán giả tới rạp hát, ban quản lý của rạp tìm đến các tác phẩm kịch thời sự, biểu diễn đường phố và các buổi biểu diễn quyên góp tiền. Mặc dù họ đã có nhiều cố gắng, nhưng công việc kinh doanh vẫn tiếp tục đi xuống và ngày càng kém hiệu quả. Và khi đạo diễn Orson Welles không tìm được một ông chủ rạp hát nào đồng ý mạo hiểm cho chiếu bộ phim Công dân Kane, ông đã trở lại El Capitan, và năm 1941, Công dân Kane đã có buổi công chiếu đầu tiên trên thế giới tại đây. Sau đó, nhà hát này bị đóng cửa trong một năm.

### Sửa chữa năm 1942 và đổi tên thành Hollywood Paramount
Toà nhà được tái thiết kế theo phong cách hiện đại, và mở cửa trở lại vào ngày 18 tháng 3 năm 1942 dưới tên gọi Hollywood Paramount Theatre. Bộ phim chiếu trong buổi khai trương của rạp hát là một tác phẩm của Cecil B. DeMille theo công nghệ Technicolor, Reap the Wild Wind, với các diễn viên chính gồm Ray Milland, John Wayne, Paulette Goddard và Raymond Massey.
El Capitan trở thành toà nhà biểu tượng của Paramount Pictures ở bờ tây nước Mỹ cho tới khi hãng phim này bị buộc phải từ bỏ tất cả các rạp chiếu phim họ đang sở hữu theo quyết định của Toà án Tối cao Hoa Kỳ trong vụ kiện cạnh tranh lịch sử, United States v. Paramount Pictures, Inc. Sau đó, rạp Hollywood Paramount do United Paramount Theatres điều hành hoạt động trong một vài năm, rồi qua tay một loạt các công ty khác, cuối cùng do Pacific Theatres Circuit sở hữu vào những năm 1980.

### Mở cửa trở lại năm 1991 với tên gọi El Capitan

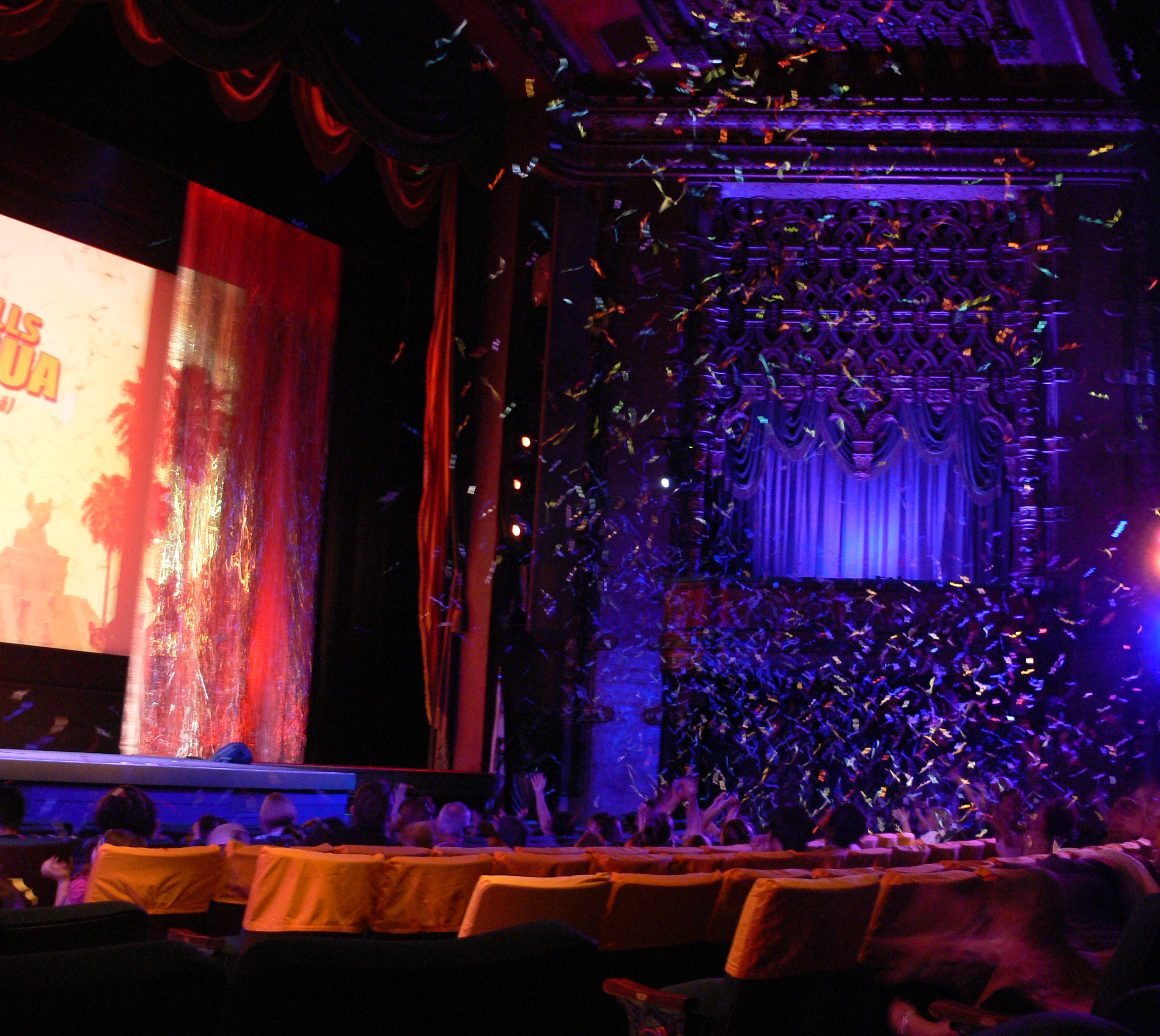
Cơn mưa pháo giấy vào thời khắc đỉnh điểm của bộ phim.

Vào cuối thập niên 1980, các hãng phim một lần nữa được cho phép sở hữu các rạp chiếu bóng; và vào năm 1989 Công ty Walt Disney đã ký kết một thoả thuận với Pacific Circuit để sở hữu hai rạp chiếu phim: một là rạp của Paramount và một rạp nhỏ hơn tên là Crest ở Westwood. Các rạp này trở thành những toà nhà trung tâm, biểu tượng của Disney. Họ bỏ ra 14 triệu USD để sửa sang lại toàn bộ rạp Paramount, phục hồi hầu hết các phong cách trang trí nguyên thủy của toà nhà cùng với cả tên gọi ban đầu của nó. El Capitan mở cửa trở lại vào năm 1991 với buổi công chiếu đầu tiên của phim The Rocketeer. Trong những năm gần đây, rất nhiều bộ phim chiếu rạp của Walt Disney Pictures đều ra mắt công chúng lần đầu tiên tại rạp này; cũng như lần phát hành sản phẩm đặc biệt dành cho truyền hình đầu tiên của Walt Disney Animation Studios, Prep & Landing. Hầu hết các bộ phim chiếu tại El Capitan đều đi kèm với những màn biểu diễn diễn sân khấu trực tiếp. Jimmy Kimmel Live!, chương trình phát sóng trên đài truyền hình ABC của Disney, được sản xuất tại một trường quay ngay cạnh rạp El Capitan.
Rạp chiếu phim sau khi được sửa chữa có sử dụng một bộ công cụ nhà hát Wurlitzer khổng lồ ban đầu được lắp đặt tại Nhà hát Fox ở San Francisco vào năm 1929. Bên dưới rạp là một không gian triển lãm nhỏ, thường được sử dụng để trưng bày các đạo cụ sử dụng trong phim, như phục trang và các đồ dùng trên phim trường. Phòng bên cạnh là cửa hàng Soda Fountain and Studio Store của Disney, ở đó các khách hàng có thể mua kem được thiết kế theo chủ đề của bộ phim đang chiếu tại phòng bên. Cũng có rất nhiều loại hàng hoá kèm theo phim và của Disney được bày bán tại đây. Vào một thời điểm nào đó, Disney cũng đã mua lại toà nhà bên cạnh, trước đây là Masonic Temple, đó là nơi họ đã tổ chức một số sự kiện quảng cáo phụ cho các bộ phim lớn của Disney như Câu chuyện đồ chơi. Toà nhà này hiện nay là trụ sở của chương trình Jimmy Kimmel Live!.
El Capitan gần đây là nơi tổ chức các buổi ra mắt phim lớn như Wreck-it Ralph và Monsters University, cùng với rất nhiều phim khác.

### Bị nhầm lẫn là nơi tổ chức bài nói chuyện "Checkers Speech" của Nixon
Một sự nhầm lẫn phổ biến hiện nay là bài nói chuyện trên truyền hình tiêu biểu "Checkers Speech" năm 1952 của ứng cử viên cho chức Phó tổng thống Mỹ của Đảng Cộng hoà, Richard Nixon, diễn ra tại địa điểm ngày nay là Rạp chiếu phim El Capitan. Trên thực tế, bài diễn văn diễn ra tại một địa điểm khác cũng ở Hollywood, và do đó được gọi là "El Capitan Theatre," địa điểm này nằm ở gần đó tại số 1735 phố Vine. Ngày nay vị trí đó được biết đến với tên gọi "Avalon Hollywood." Vào thời điểm diễn ra bài diễn văn, rạp chiếu phim El Capitan hiện nay được biết đến với tên gọi Hollywood Paramount.